# Геттісбург (Огайо)
Геттісбург (англ. Gettysburg) — селище (англ. village) в США, в окрузі Дарк штату Огайо. Населення — 463 особи (2020).

## Географія
Геттісбург розташований за координатами 40°6′58″ пн. ш. 84°29′46″ зх. д. / 40.11611° пн. ш. 84.49611° зх. д. (40.116196, -84.496233).  За даними Бюро перепису населення США в 2010 році селище мало площу 1,13 км², з яких 1,13 км² — суходіл та 0,00 км² — водойми.

## Демографія
Згідно з переписом 2010 року, у селищі мешкало 513 осіб у 170 домогосподарствах у складі 127 родин. Густота населення становила 454 особи/км².  Було 194 помешкання (172/км²).
Расовий склад населення:
| - 97,5 % — білих - 0,4 % — чорних або афроамериканців - 0,2 % — азіатів |

До двох чи більше рас належало 1,8 %. Частка іспаномовних становила 0,6 % від усіх жителів.
За віковим діапазоном населення розподілялося таким чином: 32,4 % — особи молодші 18 років, 58,0 % — особи у віці 18—64 років, 9,6 % — особи у віці 65 років та старші. Медіана віку мешканця становила 32,7 року. На 100 осіб жіночої статі у селищі припадало 96,6 чоловіків;  на 100 жінок у віці від 18 років та старших — 93,9 чоловіків також старших 18 років.
Середній дохід на одне домашнє господарство  становив 43 004 долари США (медіана — 38 250), а середній дохід на одну сім'ю — 46 263 долари (медіана — 39 688). Медіана доходів становила 41 667 доларів для чоловіків та 27 625 доларів для жінок. За межею бідності перебувало 29,1 % осіб, у тому числі 43,4 % дітей у віці до 18 років та 5,2 % осіб у віці 65 років та старших.
Цивільне працевлаштоване населення становило 265 осіб. Основні галузі зайнятості: виробництво — 34,0 %, роздрібна торгівля — 19,2 %, освіта, охорона здоров'я та соціальна допомога — 17,0 %.